# 太谷县衙署
太谷县衙署是一座明代古建筑，位于山西省晋中市太谷区明星镇县前街，古城中心十字街的太谷鼓楼正北。前后三进院落均保存完好，其中大堂为明代遗存，面阔五间，悬山顶。其余为清代建筑。二堂三开间，硬山顶，后堂五开间，硬山顶二层阁楼。西侧的花园“小河阳”早已荒废。1995年12月被列为太谷县文物保护单位。